# Anton Melbye (författare)
Anton Christian Cornelius Melbye, född den 14 oktober 1861 i Köpenhamn, död där den 8 augusti 1929, var en dansk författare och teaterdirektör.
Melbye blev student 1879. Han avstod från att avlägga någon ämbetsexamen och knöts redan 1882 som medarbetare till Dagsavisen och övergick senare till Morgenbladet och Politiken. Melbye var även en tid generalkorrespondent och som sådan riksdagsreferent för Venstres provinspress. Han deltog ivrigt i den politiska debatten under 1880-talet, men lämnade senare journalistiken för att ägna sig helt åt satirisk och polemisk visdiktning. Han samarbetade ofta med Axel Henriques, inte minst i Blæksprutten. Melbye författade även revyer, bland annat för Tivoli tillsammans med Johannes Dam. Dessutom översatte och bearbetade han en rad farser och lustspel till köpenhamnska privatscener. Melbye vår från 1911 meddirektör, 1920–1927 ensam direktör vid Nørrebros Teater i Köpenhamn, där han både skrev och bearbetade en del av sin repertoar.